# Тричков, Владо
Владо Йосифов Тричков (болг. Владо Йосифов Тричков; 14 марта 1899, Трын — 4 июня 1944, Горно-Камарци) — болгарский политик, деятель БКП, в годы Второй мировой войны участник Движения Сопротивления.

## Биография
Член БКП с 1919 года, состоял в её вооружённом крыле. Участник Сентябрьского восстания 1923 года. По Закону о защите государства осуждён в 1925 году на смертную казнь, заменённую пожизненным лишением свободы. Отбывал наказание в Сливенской тюрьме. В 1936 году после амнистии эмигрировал в СССР, где окончил военное училище. Участвовал в гражданской войне в Испании на стороне республиканцев.
В годы Второй мировой Владо состоял в Движении Сопротивления: содержался в концлагере Гонда-Вода. Член Главного штаба Народно-освободительной повстанческой армии. Поддерживал связь с югославскими партизанами и британской военной миссий в лице майора Мостина Дэвиса и майора Фрэнка Томпсона. Командовал 1-й Софийской повстанческой оперативной зоной, служил во 2-й Софийской народно-освободительной бригаде.
Во время битвы при Батулии отряд партизан Тричкова ушёл от преследования, однако 4 июня 1944 Тричков был убит полицейским в деревне Горно-Камарци.

## Память
- Имя Владо Тричкова носит село в общине Своге (Софийская область).
- Указом военного министра от 11 сентября 1944 Владо Тричкову посмертно присвоено звание генерал-лейтенанта.